# Народна библиотека „Десанка Максимовић” у Лопарама
Народна библиотека „Десанка Максимовић“ у Лопарама представља културну установу са дугодишњом традицијом на простору општине Лопаре као значајн фактор у култури и образовању на овим просторима. Библиотека се налази у улици Десанке Максимовић б.б. Представља подручну библиотеку под надзором матичне библиотеке Филип Вишњић.

## Историјат
Први подаци о организованом библиотечком раду потиче из 1922. године када је основана "Српска читаоница" која је 1925. године под својом управом имала сопствену књижницу "Просвјета". Године 1935. након усановљавања нових правила оснивава се и "Народна Књижница и читаоница.
Библиотека је од априла 2010. године поново на локацији на којој је била до 2002. године, у центру Лопара, у улици Десанке Максимовић б.б. У новоизграђеном је, вишенамјенском објекту (за све културне потребе грађана), на простору величине 150 квадратних метара.
Подизање општег културног нивоа, повећање нивоа информисаности и омогућавање сталног образовања, библиотека пружа кроз свој фонд 23 884 библиотечке јединице, утврђених на крајем децембра 2010. године, и то из свих области стваралаштва. Корисницима је на располагању разноврстан фонд из области књижевности, стручна литература, дјечија књига, референсна збирка, те периодична издања – дневна штампа и часописи. Значајан дио библиотечког фонда чини: стручна литература (уџбеници и приручници), рјечници, енциклопедије, лексикони. Књижни фонд се богати на разне начине: куповином, поклоном, обавезним примјерком...Најзаступљенија је област књижевности. Осим класичних дјела, ту су и нова и актуелна издања, како за одрасле тако и за дјецу те фонд лектире, као засебна цјелина.
Библиотека располаже и осталом грађом, штампаном на папиру и у електронској форми: фотографије, разгледнице, каталози, карте, плакати, монографије, музикалије...Неколико умјетничких слика, такође чине дио укупног фонда. Најзаступљенија је грађа Библиотеке на српском језику па онда на језицима осталих народа бивше државе и, за сада, мањи фонд, на осталим, свјетским језицима.
Посебни фондови Библиотеке су: Фонд завичајне грађе који се редовно богати и од посебног је значаја за ово подручје те фонд старих књига, штампаних крајем 19. и почетком 20. вијека. Библиотека редовно прати потребе својих читалаца и на разне начине их информише о новим издањима и колико год је то могуће набавља тражене, односно актуелне књиге из свих области знања и умјетности.
Библиотека је почетком године, заједно са библиотекама овог матичног подручја, укључена у пројекат дигитализације завичајног фонда, старе и ријетке књиге. Циљ који се постиже реализацијом овог пројекта је дигитализовање селектоване (посебно значајне) грађе из ових фондова и повезивање свих библиотека у регионалну информациону мрежу како би био омогућен слободан приступ информацијама за широку мрежу корисника. Такође посједује и техничку и рачунску опрема која се састоји од 4 рачунара.
Библиотека на разне начине промовише књигу: обиљежава годишњице рођења значајних умјетника, научника и оних који су у свим другим областима живота дали велики допринос, организује књижевне вечери, изложбе, јавне трибине, обавјештава своје читаоце о добитницима најзначајнијих признања и најчитанијим књигама.
Године 2016. Народна бибилиотека "Десанка Максимовић" примила је 2200 донација која је обогатила библиотечки фонд и повећала број библиотечких јединица на 26 453, од којих је већину добила донацијама матичне бибилиотеке Филип Вишњић.

## Организација
Основне организационе јединице Библиотеке су:
- Позајмно одјељење
- Завичајна збирка
- Читаоница и простор за завичајну збирку

У функцији је позајмно одјељење у оквиру кога су смјештени позајмни фондови за одрасле, дјецу и лектира. Читаоци могу, до завршетка опремања читаонице, у простору позајмног одјељења, да користе и онај дио књижног фонда који се не може износити ван Библиотеке, а који је тренутно доступан